# Harry Forbes Witherby
Harry Forbes Witherby (7 oktober 1873 - 11 december 1943) was een Britse ornitholoog, schrijver, uitgever en oprichter van het tijdschrift British Birds.

## Biografie en nalatenschap
Witherby was de tweede zoon van Henry Forbes Witherby. Na de middelbare school ging hij werken in het reeds bestaande familiebedrijf, de uitgeverij Witherby & Co. In 1936 trok hij zich terug uit het bedrijf, maar pakte het werk weer op na het uitbreken van de Tweede Wereldoorlog.
In zijn jonge jaren maakte Witherby al uitgebreide reizen om studie van vogels te maken. Hij bezocht Iran, het schiereiland Kola en de Witte Nijl. Deze laatste reis beschreef hij in zijn boek Bird Hunting on the White Nile.
In 1909 begon hij met het opzetten van het vogelringonderzoek in Engeland. Aansluitend droeg hij de verantwoordelijkheid voor dit onderzoek over aan de British Trust for Ornithology (BTO). Hij was een van de oprichters en vicevoorzitter van de BTO en hij steunde deze organisatie financieel uit de opbrengst van de verkoop van zijn omvangrijke collectie opgezette vogels aan het British Museum.
Tussen 1938 en 1941 publiceerde Witherby een van de meest populaire standaardwerken over de Britse vogelwereld The Handbook of British Birds, een werk in vijf delen dat vijf keer werd herdrukt, het laatst in 1988. Sommige van de platen in dit werk zijn gemaakt door Marinus Adrianus Koekkoek. Deze platen waren oorspronkelijk vervaardigd tussen 1922 en 1935 voor de Ornithologia Neerlandica (de vogels van Nederland) van Eduard Daniël van Oort.
Witherby beschreef vier nieuwe vogelsoorten: Somalische struikleeuwerik (Mirafra somalica), obbialeeuwerik (Spizocorys obbiensis), kleine witbandleeuwerik (Alaemon hamertoni) en kalaharigraszanger (Cisticola aridulus).
- Bibsys: 90820221
- Stuttgart Database of Scientific Illustrators 1450–1950: 11978
- Gemeinsame Normdatei: 117421863
- International Standard Name Identifier: 0000 0001 0911 2808
- Library of Congress Control Number: n87142671
- Nationale bibliotheek van Australië: 35236598
- Nationale Bibliotheek van Israël: 987007445217905171
- Nederlandse Thesaurus van Auteursnamen: 072734175
- Réseau des bibliothèques de Suisse occidentale: 02-A003981567
- LIBRIS: 102404
- Système universitaire de documentation: 090162897
- Museum of New Zealand Te Papa Tongarewa: 19715
- Trove: 876557
- Virtual International Authority File: 66861474
- WorldCat: E39PBJgxwq8473GvV4hkWbCqQq